# Archembia boliviana
Archembia boliviana är en insektsart som beskrevs av Ross 2001. Archembia boliviana ingår i släktet Archembia och familjen Archembiidae.
Artens utbredningsområde är Bolivia. Inga underarter finns listade i Catalogue of Life.